# 활용
활용(活用, conjugation)은 자연어에서 서술어 계통 품사의 단어가 실제로 서술어로 쓰일 때 문장에서의 의미에 따라 형태소가 대체되거나 추가되는 것을 뜻한다. 구체적으로는, 영어나 기타 유럽어에서는 동사가 활용을 하며, 한국어의 경우 형용사와 동사 및 서술격 조사가 활용을 한다. 대부분의 언어에서 용언의 활용이 일어나버릴까말까하는 위치는 어간보다 뒤에 나타나므로 이를 어미변화(끝바꿈)이라고도 한다.
한 언어 내의 활용에서 나타나는 문법형태소의 양상에 따라 언어를 교착어와 굴절어, 포합어 등으로 분류하기도 한다. 한편 문법형태소와 실질형태소의 구분이 적은 경우를 고립어라고 한다.

## 일본어의 활용
일본어의 동사나 형용사, 형용동사, 조동사는 절의 술어 중심이 될 때, 그 절 전체 중에서 다하는 의미나 기능에 따라서 다른 어형으로 나타나지만, 이것을 동사나 형용사, 형용동사, 조동사의 활용이라고 한다.
일본어의 술어 전체(동사 · 형용사에서 종조사/접속조사까지를 포함한다.)는 악센트나 잠시 휴식 등의 점에서 몇 가지의 단어로 나눠질 수가 있다. 즉, 일본어에서는 술어는 전체로 복수의 연속되는 단어에 따라서 구성되고 있다.
술어 전체를 나누지 않고 하나로 취급하면, 그 다양한 형태의 변화를 활용이라고 부르고 패러다임에 정리되는 입장도 있지만, 표가 상당히 커진 데다가, 단어마다 같은 어형이 몇 번이나 나타나기 때문에, 쓸모없는 것이 많은 기술법이 된다. 이것은 술부를 구성하고 있는 단어는 각각 어형변화하고, 더구나 같은 종류의 단어는 복수로 이어지는 것도 있기 때문에 술어 전체의 형식인 버라이어티가 풍부해져서이다.
이 때문에 일본어의 술어 형태의 변화는 술어전체를 구성하는 단어의 어순과, 각 단어의 어형변화로 나눠서 기술되는 것이 일반적이다.
일본어의 술어 전체는 아래와 같이 구성되어있다.
동사/형용사 - 보조동사 - 조동사 - 종조사/접속조사
동사/형용사, 보조동사, 조동사는 각각 어형변화해서, 보조동사, 조동사, 종조사/접속조사는 같은 종류의 것이 복수 일정의 순서로 이어질 수가 있다.
전통적인 문법론(하시모토 신키치 일행의 학교문법)에서 말하는 활용이란, 음성적인 형태의 차이, 즉 부속하는 조동사나 조사의 차이에 대응하는 어간의 모음 변화에 따라서 술어를 분류하고 있다. 예를 들면, 동사 5단동사의 ‘書く’이면, ‘書か(ない)’ ‘書き(ます)’ ‘書く’ ‘書く(こと)’ ‘書け(ば)’ ‘書け’처럼 모음이 a, i, u, e로 변화한다. 이 5단동사의 음성적인 변화를 규준으로 하고 다른 1단동사나 형용사 · 조동사에 이르는 활용형 · 활용표가 만들어져있다.
전통적인 활용표는 형태소의 연접에 의한 어형변화를 그대로 반영하고 있지 않고, 종지형 · 명령형처럼 그것만으로 의미를 가지는 단위인 것과, 미연형이나 가정형처럼 ‘ない(ぬ)’나 ‘ば’를 따라서 처음으로 일정의 의미를 가지는 것이 혼재하고 있다. 이것은 현행의 활용표가 국학 이래의 전통에 따라 가나 단위로 용어를 분석하고 있는 것과, 제로 형태를 상정하고 있지 않은 것에 의한다. 음소 표기에 따라서 일본어의 동사를 형태소 분석해보면, 예를 들면 ‘書く’ ‘着る’ ‘書かないで’ ‘着ないで’ ‘書かれる’ ‘着られる’ 등은, 각각 ‘kak-u’ ‘ki-(r)-u’ ‘kak-(a)-naide’ ‘ki-naide’ ‘kak-are-(r)-u’ ‘ki-(r)-are-(r)-u’처럼 분석할 수 있다. 이 분석에서 ‘kak-(書k-)’ ‘ki-(着-)’라는 어간과, ‘-u (종지 · 연체형)’ ‘-naide(-ないで)’라는 어미, 그리고 파생어간을 만드는 접사인 ‘-are-(れる, られる)’ 등의 형태소를 설정할 수 있다. 어미 ‘-u’가 ‘着-’에 연접할 때에 ‘kiru’라는 형태를 취하는 것이나, ‘-naide’가 ‘書k-’로 연접하면 ‘kakanaide’가 되는 것은, 모음연속 · 자음연속을 해소하기 위해서  /r/이나 /a/ 가 삽입된 것으로 볼 수 있으며, 각각의 형태소는 일관으로 같은 형태로 기룩할 수 있다. 이와 같이 생각하면, 일본어의 활용이러, 어간/파생접사/어미라는 형태소가 교착적으로 연접해가며, 결과가 생긴 모음연속이나 자음연속을 해소하기 위해서 자음이나 모음이 삽입되는 과정이라고 할 수 있다.

### 활용어
일본어에서 활용하는 단어는 용언(동사, 형용사, 형용동사)과 조동사이며, 통틀어서 활용어라고 한다.

### 활용형
단어의 활용된 형태를 활용형이라고 부른다. 학교문법(하시모토 신키치의 문법)에서는 아래에 나타나는 대로 여섯 가지의 활용형을 제시하고 있다. 다만, 실제상, 여섯 가지 모두 다른 활용형을 가지는 단어는 문어인 ‘死ぬ’ ‘往ぬ’ ‘す’ ‘来’ 뿐이다. 다른 단어는 같은 형태의 활용형을 가지는 경우가 대부분이며, 또 구어의 형용동사는 같은 형태가 없는 대신에 명령형 자체를 가지지 않는다.
| 미연형                     | 부정의 ‘-ない’, 수동 · 가능 등의 ‘-れる(られる)’, 사역의 ‘-せる(させる)’, 의사 · 추측의 ‘-う’ 등에 접속하는 형태.  |
| 연용형                     | 다른 용언이나 대부분의 조동사, 과거 · 완료의 ‘-た(だ)’ 등에 접속하는 형태. 접속 없이 명사로 사용되는 것도 있다.    |
| 종지형                     | 다른 곳으로의 접속 없음, 또는 종조사에 접속해서 문장의 끝에서 말을 마치는 형태.                                    |
| 연체형                     | 다른 체언에 접속하는 형태.                                                                                         |
| 가정형 (문어에서는 이연형) | 가정 · 조건(문어에서는 원인 · 이유)의 ‘-ば’에 접속하는 형태. 문어에서의 가정표현은 미연형에 ‘-ば’를 접속시킨 형태. |
| 명령형                     | 다른 곳으로의 접속 없음, 또는 종조사에 접속해서 명령을 가리키는 형태.                                              |

또 활용시키기 전의 기본 형태를 기본형이라고 부르며, 사전의 색인 등에 사용되고 있다.

### 활용형의 문제점
활용형을 보면, ‘る’ ‘れ’ ‘よ(ろ)’까지가 포함되어 있지만, 이것은 카카리무스비의 맺음의 형태이거나, 명령의 어형이거나, 모든 말을 마칠 때의 어형이였기 때문이다. 하지만, 그 외의 장면에서 ‘る’는 명사 수식 때에 동사와 명사를 이어주거나, 명사 자체의 역할을 하는 것이며, ‘れ’는 본래, ‘れば’에서 ‘ば’로 나누기 어렵다. 또, 명령의 ‘よ(ろ)’도 대조적인 금지의 ‘な’ 등은 조사로 분류되고 있다. 따라서 이들은 동사의 일부라는 것보다 문법 기능을 다하는 부속성분이며, 이들을 1단 · 2단 · カ변 · サ변 · ナ변활동에만 붙는 조사라고 하면, 오늘날과 같은 표까지 만들 필요가 없어진다.

### 활용의 기본적 규칙
활용의 기본적 규칙으로는 아래와 같은 것이 있다.

#### 구어체
- 동사의 활용의 종류
  - 5단활용(4단활용)(5단활용과 4단활용의 차이는 가나 사용법의 차이이며 문법의 차이는 아니다.)
  - 상1단활용
  - 하1단활용
  - 하2단활용(‘得る’ 하나 뿐)
  - カ행변격활용(‘来る’ 하나 뿐)
  - サ행변격활용(‘する’ ‘~する’ 등)
- 형용사의 활용의 종류
  - 구어 형용사의 활용
- 형용동사의 활용의 종류
  - ダ형활용
  - タルト형활용
- 조동사의 활용의 형
  - 5단형
  - 하1단형
  - 형용사형
  - 형용동사형
  - 불변화형
  - 특수형

- 형태소 연접과 소리 첨가의 규칙
  - ~C＋C~
    - C~는 ‘부정’의 의미를 가진다→ a를 첨가
    - 그 외
      - C~는 t로 시작되는 어미 →음편형 처리
      - 그 외→ i를 첨가

  - ~V＋V~
    - V~는 -ase-→s를 첨가
    - V~는 -oo→y를 첨가

  - 그 외→그대로

＊C는 자음, V는 모음. ‘~C’ ‘~V’는 각각 선행부가 자음 끝 · 모음 끝인 것, ‘C~’ ‘V~’는 후속부가 자음 시작 · 모음 시작인 것을 가리킨다.
- 어간의 예
  - 자음으로 끝나는 어간(학교문법의 5단동사)
    - yom-(読む→읽다), tat-(立つ→서다), oyog-(泳ぐ→수영하다), waraw-(笑う)→웃다) 등

  - 모음으로 끝나는 어간(학교문법의 상1단, 하1단활용동사)
    - mi-(見る→보다), oki-(起きる→일어나다), ne-(寝る→자다), nage-(投げる→던지다) 등

- 접사
  - -ase-(사역), -are-(수동), -e-(가능), -mas-(정중: 특수한 어미를 취한다)
  - 선행부가 됐을 때에는 형용사형의 활용을 하는 것
    - -na-(~ない〈부정〉), -ta-(〜たい), -yasu-(~やすい), -niku-(~にくい)

- 어미
  - -u(종지 · 연체형), -oo(う/よう), -una(금지), -e/o(명령형: 자음으로 끝나는 선행부에는 -e, 모음으로 끝나는 선행부에는 -o로 나타낸다), -eba(ば), -uto(と), -ni(목적의 ‘に’), -nagara(ながら), -ゼロ(연용형 중지)
  - 〈부정〉의 뜻을 가지는 것
    - -naide(ないで), -zuni(ずに)

  - 음편형의 취하는 것
    - -ta(た), -tara(たら), -tari(たり), -te(て), -tya(ちゃ)

#### 문어체
- 동사의 활용의 종류
  - 4단활용
  - ラ행변격활용(구어의 5단활용(4단활용)에 해당되는 ‘有り’ ‘居り’ ‘侍り’ ‘いまそかり’의 네 개의 단어뿐)
  - ナ행변격활용(구어의 5단활용(4단활용)에 해당되는 ‘死ぬ’ ‘往ぬ’의 두 개의 단어뿐)
  - 상1단활용(구어의 상1단활용에 해당되는 ‘着る→입다 · 見る · 似る→닮다 · 煮る→끓이다 · 射る→(활을) 쏘다 · 鋳る→지어붓다 · 干る→마르다 · 居る→(사람 · 동물 등이) 있다 · 率る→거느리다’의 9개 단어)
  - 상2단활용(구어의 상1단활용에 해당된다)
  - 하1단활용(구어의 ラ행 5단활용(4단활용)에 해당, ‘蹴る’의 단어 하나뿐)
  - 하2단활용(구어의 하1단활용에 해당(다만 ‘得’는 구어에서 하1단형의 ‘得る’와 하2단형의 ‘得る’로 분할))
  - カ행변격활용(‘来’의 단어 하나뿐)
  - サ행변격활용(‘おはす’, ‘す’ 또는 그 복합어)
- 형용사의 활용의 종류
  - ク활용
  - シク활용
- 형용동사의 활용의 종류
  - ナリ활용
  - タリ활용
- 조동사의 활용의 형
  - 4단형
  - ラ행변격형
  - ナ행변격형
  - 하2단형
  - サ행변격형
  - ク활용형
  - シク활용형
  - ナリ활용형
  - タリ활용형
  - 불변화형
  - 특수형

### 활용의 연구사
에도 시대, 국학에서 활용의 연구가 이루어졌다. 모토오리 노리나가는 《御国詞活用抄》에 따라서 활용의 분류를 행했다. 이것을 받고 스즈키 아키라는 《活語断続譜》에서 《御国詞活用抄》의 여례를 열거해서 1등부터 8등으로 나누며, 모토오리 하루니와는 《詞八衢》에서 동사의 활용을 4단 · 1단 · 중2단 · 하2단 · 변격의 다섯 종류로 분류하고 있다(중2단의 명칭은 그 중에 쿠로사와 오키나마로에 의해서 상2단으로 고쳐졌다). 게다가 토조 기몬은 《活語指南》에서 활용형을 ‘장연언(미연언과 같이) · 연용언 · 절단언 · 연체언 · 이연언 · 희구언’이라는 여섯 가지로 분류했으며, 오늘날의 활용형은 이것을 계승하고 있다. 금지라는 이름은 쿠로카와 마요리 《詞栞》에 따른다. 명령이라는 이름은 타나카 요시카도 《小学日本文典》[초등학교 일본 문전]에 따른다. 미연이라는 이름은 호리 히데나리에 의한다.
하야시 쿠니오에 의해서 하1단이라는 이름이 만들어지며, 또 동사에 변격활용이 있는 것을 설명한 것은 모토오리 하루니와의 《詞八衢》가 최초이여, 그 후 수정이 더해졌다.
형용사에서는 모토오리 하루니와의 《詞八衢》가 최초이며, ‘く, し, き, けれ’ ‘し, く, し, しき, けれ’로 정리한 것은 토조 기몬이며, 그 《山口栞》에 이를 자세히 설명했다.
조동사에는 토가시 히로카게 《詞玉橋》가 있다.

### 최근의 활용표 제작
학교문법의 활용표에는 다양한 문제점이 있지만, 이를 대신하기 위한 결정적인 안은 아직 정해져 있지 않다. 학교문법의 활용표의 문제점은 음성적인 형태가 중시되며 문법적 기능과의 대응이 적지 않은 점에서 문법적 기능에 따라서 부정형 · 수동형 · 사역형 · 가능형 · 정중형…과 같이 분류한 듯한 시도가 있다. 또 5단동사의 어간을 자음으로 끝내는 것으로 해서, 학교문법의 a,i,u,e,o를 따른 형태는 어간이 아닌, 기초로 한다. 5단동사를 자음어간동사, 1단동사를 모음어간동사, カ변 · サ변을 불규칙 동사로 하는 것도 행해지고 있다.

### 참고 문헌
- 스즈키 시게유키 (1972). 《日本語文法・形態論》 [일본어 문법 · 형태론] (일본어). 무기쇼보. ISBN 978-4-8384-0105-5.
  - 전통적인 4단활용론에 대처할 새로운 활용체계를 제시한 일본 최초의 문헌.

## 컨주게이션
컨주게이션(conjugation)이란, 동사 등이 인칭, 수, 성, 시제, 법, 태, 상이란 문법 범주에 따른 규칙적인 어형변화를 하는 것이며, 이것도 한국어에서 활용이라고 부른다(명사나 형용사의 변화는 곡용(declension)이라고 한다).
컨주케이션에는 변화하지 않는 어간에 접사나 활용 어미를 접속하는 것에 따라서 어형을 변화시키는 것과 형태가 정해진 어미를 가지지 않고 어형 그것을 변화시키는 것이 있다. 한국어는 전자에 맞춰, 인칭이나 수, 성 등에 의한 활용은 없으며, 시제, 법, 태, 상 등의 차이를 구별하는 활용형을 가지고 있다. 후자는 굴절어에 특징적으로 인도유럽어(이하 인구어)에 대표시킨다.
인구어는 동사가 시제나 주어의 인칭에 따라서 변화한다. 그 때, 영어로 말하면 그 어미가 되는 -ing, -ed 등은, 접미사라고 생각되지 않고, 활용에 의한 어형변화로 생각되며, 활용어미라고 부르는 것이 있다.
그 외의 언어에서는, 예를 들면 헝가리어에는 목적어의 정형에 의한 변화(정활용 · 부정활용)가 있다. 또, 바스크어에는 듣는 사람(말하는 사람)이 경칭 · 친칭의 어느 쪽으로 부를지에 의한 변화(듣는 사람 활용)가 있지만, 이는 반드시 언급되지 않는 대상에 관한 것이며, 한국어로 말하면 높임말에 해당된다.
|              | 라틴어           | 프랑스어         | 이탈리아어        | 스페인어                                          | 포르투갈어              | 영어         | 독일어            | 스웨덴어                 | 라트비아어     | 헝가리어         |
| ------------ | ---------------- | ---------------- | ----------------- | ------------------------------------------------- | ----------------------- | ------------ | ----------------- | ------------------------ | -------------- | ---------------- |
| 부정사       | esse             | être             | essere            | ser                                               | ser                     | to be        | sein              | vara                     | būt            | lenni            |
| 1인칭 · 단수 | (ego) sum        | je suis          | (io) sono         | (yo) soy                                          | eu sou                  | I am         | ich bin           | jag är                   | es esmu        | (én) vagyok      |
| 2인칭 · 단수 | (tu) es          | tu es            | tu sei            | (tú / vos / usted) eres / sos / es                | tu és                   | you are      | du bist           | du är                    | tu esi         | (te) vagy        |
| 3인칭 · 단수 | (is/ea/id) est   | il / elle est    | lui / lei / Lei è | (él / ella) es                                    | ele / ela / você é      | he/she/it is | er / sie / es ist | han / hon / den / det är | viņš/ viņa ir  | (ő/Ön) van       |
| 1인칭 · 복수 | (nos) sumus      | nous sommes      | (noi) siamo       | (nosotros / nosotras) somos                       | nós somos               | we are       | wir sind          | vi är                    | mēs esam       | (mi) vagyunk     |
| 2인칭 · 복수 | (vos) estis      | vous êtes        | (voi) siete       | (vosotros / vosotras / ustedes) sois / sois / son | vós sois                | you are      | ihr seid          | ni är                    | jūs esat       | (ti) vagytok     |
| 3인칭 · 복수 | (ei/eae/ea) sunt | ils / elles sont | (loro/Loro) sono  | (ellos / ellas) son                               | eles / elas / vocês são | they are     | sie sind          | de är                    | viņi, viņas ir | (ők/Önök) vannak |

### 영어
동사의 변화표 (speak)
- 현재분사: speaking
- 과거분사: spoken

|            | 현재   | 과거  | 현재완료    | 과거완료   |
| ---------- | ------ | ----- | ----------- | ---------- |
| 1인칭      | speak  | spoke | have spoken | had spoken |
| 2인칭      | speak  | spoke | have spoken | had spoken |
| 3인칭 단수 | speaks | spoke | has spoken  | had spoken |

### 이탈리아어
동사의 변화표(parlare = speak, talk; 말하다)
- 현재분사: parlante
- 과거분사: parlato

직설법 단순시제와 근과거, 명령법 현재만 가리킨다.
|            | 현재     | 반과거    | 원과거    | 단순미래   | 명령법현재 | 근과거          |
| ---------- | -------- | --------- | --------- | ---------- | ---------- | --------------- |
| 1인칭 단수 | parlo    | parlavo   | parlai    | parlerò    |            | ho parlato      |
| 2인칭 단수 | parli    | parlavi   | parlasti  | parlerai   | parla      | hai parlato     |
| 3인칭 단수 | parla    | parlava   | parlò     | parlerà    | parli      | ha parlato      |
| 1인칭 복수 | parliamo | parlavamo | parlammo  | parleremo  | parliamo   | abbiamo parlato |
| 2인칭 복수 | parlate  | parlavate | parlaste  | parlerete  | parlate    | avete parlato   |
| 3인칭 복수 | parlano  | parlavano | parlarono | parleranno | parlino    | hanno parlato   |

### 프랑스어
동사의 변화표(parler = speak, talk; 말하다)
- 현재분사: parlant
- 과거분사: parlé

직설법 단순 시제와 복합과거, 명령법만을 가리킨다.
|            | 현재    | 반과거    | 단순과거  | 단순미래  | 명령법  | 복합과거    |
| ---------- | ------- | --------- | --------- | --------- | ------- | ----------- |
| 1인칭 단수 | parle   | parlais   | parlai    | parlerai  |         | ai parlé    |
| 2인칭 단수 | parles  | parlais   | parlas    | parleras  | parle   | as parlé    |
| 3인칭 단수 | parle   | parlait   | parla     | parlera   |         | a parlé     |
| 1인칭 복수 | parlons | parlions  | parlâmes  | parlerons | parlons | avons parlé |
| 2인칭 복수 | parlez  | parliez   | parlâtes  | parlerez  | parlez  | avez parlé  |
| 3인칭 복수 | parlent | parlaient | parlèrent | parleront |         | ont parlé   |

### 독일어
동사의 변화표(sprechen=speak, talk; 말하다)
- 과거분사: gesprochen
- 현재분사: sprechend

단, 이 동사는 불규칙동사이다.
|                   | 직설법 현재 | 직설법 과거 | 명령법   | 접속법 1식 | 접속법 2식 | 현재완료         |
| ----------------- | ----------- | ----------- | -------- | ---------- | ---------- | ---------------- |
| 1인칭 단수        | spreche     | sprach      |          | spreche    | spräche    | habe gesprochen  |
| 2인칭 친칭 단수   | sprichst    | sprachst    | sprich   | sprechest  | sprächest  | hast gesprochen  |
| 3인칭 단수        | spricht     | sprach      |          | spreche    | spräche    | hat gesprochen   |
| 1인칭 복수        | sprechen    | sprachen    | sprechen | sprechen   | sprächen   | haben gesprochen |
| 2인칭 친칭 복수   | sprecht     | spracht     | sprecht  | sprechet   | sprächet   | habt gesprochen  |
| 3인칭 복수        | sprechen    | sprachen    |          | sprechen   | sprächen   | haben gesprochen |
| 2인칭 경칭 단복수 | sprechen    | sprachen    | sprechen | sprechen   | sprächen   | haben gesprochen |

현재완료(조동사 haben, sein), 과거완료, 미래형(조동사 werden), 미래완료는 어느쪽이라도 [조동사(+조동사의 부정형)+본 동사의 부정형/과거분사]로 만들어졌으며, 조동사가 동사와 같이 활용하기 때문에 여기에는 (직설법의) 현재완료만 들었다.

### 스페인어
규칙동사의 변화표(hablar = speak, talk; 말하다)
- 현재분사[3]: hablando
- 과거분사: hablado

| 서술법     | 직설법   | 직설법     | 직설법     | 직설법     | 직설법      | 접속법   | 접속법                | 접속법     | 명령법            |
| 시제       | 현재     | 점과거     | 선과거     | 미래       | 과거미래    | 현재     | 과거                  | 미래       |                   |
| ---------- | -------- | ---------- | ---------- | ---------- | ----------- | -------- | --------------------- | ---------- | ----------------- |
| 1인칭 단수 | hablo    | hablé      | hablaba    | hablaré    | hablaría    | hable    | hablara hablase       | hablare    | -                 |
| 2인칭 단수 | hablas   | hablaste   | hablabas   | hablarás   | hablarías   | hables   | hablaras hablases     | hablares   | habla no hables   |
| 3인칭 단수 | habla    | habló      | hablaba    | hablará    | hablaría    | hable    | hablara hablase       | hablare    | hable             |
| 1인칭 복수 | hablamos | hablamos   | hablábamos | hablaremos | hablaríamos | hablemos | habláramos hablásemos | habláremos | hablemos          |
| 2인칭 복수 | habláis  | hablasteis | hablabais  | hablaréis  | hablaríais  | habléis  | hablarais hablaseis   | hablareis  | hablad no habléis |
| 3인칭 복수 | hablan   | hablaron   | hablaban   | hablarán   | hablarían   | hablen   | hablaran hablasen     | hablaren   | hablen            |

## 같이 보기
- 곡용
- 한국어의 불규칙 활용
- 일본어 문법
- 품사